# Ružica Šimunović
Ružica Šimunović (Rijeka, 23. studenoga 1960. – Washington D.C., 27. travnja 2018.), hrvatska povjesničarka umjetnosti, likovna kritičarka i dugogodišnja urednica na Hrvatskom radiju
Vodila je emisije o vizualnim umjetnostima Kretanje točke i  Kulturni kolokvij. Emisije su se emitirale na Prvom programu Hrvatskoga radija. Na Hrvatskom radiju pokrenula je pokrenula je i uređivala emisiju U vizualnom kodu koja je emitirana na HR3. Na Hrvatskoj televiziji suurednica emisije Intervju tjedna na HRT3. Objavljivala je likovne kritike, studije i oglede u novinama i stručnim časopisima (Vijenac, Život umjetnosti...).
Povjesničarka umjetnosti Sanja Cvetnić opisala ju je kao jednu od rijetkih pojava na kritičkoj likovnoj sceni, izvanredna poštenja i velike intelektualne širine. U vremenima 'skandalizacije' kulture zadržala je općenito vrlo visoku razinu likovne kritike. Sačuvala je od anonimnosti vrijedne, a zapravo u odnosima moći marginalne pojave u likovnoj umjetnosti. Umjetnost i umjetnika promišljala je i u kontekstu društvene problematike. Naglasila je da umjetnice o kojima piše željela staviti u širi socio-politički kontekst radi otkrivanja djelovanja kojima žele promijeniti svijet. Ružica Šimunović osobito se zanimala za nedovoljno vrjednovane umjetnike. Često je govorila "Na našoj se sceni, po mom mišljenju, nedovoljno obrađuju opusi ili općenito radovi srednje generacije umjetnika. Stariji su još nekako obrađeni, ali srednja generacija je ostala zakinuta."
Autorica knjiga »Zoran Pavelić: Politički govor je suprematizam« (Pleh, Zagreb, 2013.) i »Tijelo u dijalogu. Ženske performativne prakse u Hrvatskoj« (Durieux, HS AICA) te suautorica knjige o umjetnici ANI Elizabet.'

## Nagrade
Dobitnica je nagrade Hrvatske sekcije AICA za 2011. godinu.